# N·南达库玛尔
N·南达库玛尔（英語：／，1978年7月5日—），又译南达、南达·库马尔，印度外交官，第歇是，曾任印度驻上海总领事、印度駐緬甸曼德勒總領事等职务。

## 经历
2007年，南达库玛尔加入印度外事服務部。南达库玛尔擁有印度農業研究所遺傳學博士學位。會講印地語、英語、泰米爾語、卡納達語和波斯語。曾任職印度駐德黑蘭使團。
2017年3月16日至2020年2月29日，任印度駐曼德勒總領事。2021年2月，出任印度駐上海總領事。
2024年12月19日，被任命为下一任印度驻马里大使。

## 個人生活
已婚並育有一子。愛好閱讀、板球和瑜伽。